# 笹山希
笹山 希（ささやま のぞみ、1977年11月30日 - ）は、日本の元AV女優。

## 略歴・人物
2014年にAVデビュー。巨乳の熟女系AV女優。
デビュー以来、センタービレッジ・VENUSからほぼ月1回、新作がリリースされていた人気熟女。
上品な美顔と優しい笑顔が特長ながら、それとはアンバランスな柔らかく大きな乳房、熟女体型から、人気を博した。

## 出演作品

### アダルトビデオ
2014年
- 初撮り人妻ドキュメント（5月1日、センタービレッジ）
- 豊乳母中出し 最近またおっぱいが大きくなったの… と相談してきた母さんに欲情してしまった（5月22日、センタービレッジ）
- イケメンが熟女を部屋に連れ込んでSEXに持ち込む様子を盗撮したDVD。2 〜強引にそのまま中出ししちゃいました〜（7月1日、エマニエル）他出演:真矢恵子
- 黒人男性W氏からの投稿 ヌキ無しの健全な日本人女性マッサージ師を呼んで、黒い肉棒をチラつかせて強引にハメる 盗撮映像（7月1日、変態紳士倶楽部）他出演:渡辺弓絵、朝丘まりん
- 友達の母親 〜最終章〜（7月10日、センタービレッジ）
- 美しい僕の叔母さんに中出し（8月1日、エマニエル）他出演:柳田和美、嶋崎はるか
- 生本番一発着床! 美顔・美巨乳・美巨尻、3拍子揃った超淫乱安産型人妻に元気な子供を仕込むまで（8月7日、VENUS）
- 絶対に僕から視線を外さない母さんの愛欲セックス（9月25日、センタービレッジ）
- 整体師の国家資格を持つオレが会社の人妻女上司と出張先のホテルで2人きり猥褻なマッサージをしたらヤレるか（10月1日、変態紳士倶楽部）他1名出演
- 友人の妻はドスケベ家庭教師（10月13日、VENUS）
- 出張!! 熟女ソープ 笹山希をお届けします 〜独身男性に強制中出しさせちゃいました〜（10月23日、センタービレッジ）
- 夫に言えない… 〜人妻OL肉便器輪姦〜（11月19日、VENUS）
- 家事代行サービスからやってきた奥さんが僕の捨てたエロいDVDを見て興奮しはじめた。（12月4日、センタービレッジ）
- 人妻教師 痴漢電車（12月19日、VENUS）

2015年
- 父が出かけて2秒でセックスする母と息子（1月7日、VENUS）
- 笹山希の鬼コキ!! 〜四つんばいバックファイヤーでドピュドピュさせられちゃった僕〜（2月7日、VENUS）
- 近親無言相姦 隣にお父さんがいるのよ 笹山希（3月7日、VENUS）
- S級熟女のショートカット20人4時間（3月7日、VENUS）総集編
- 淋しんぼ母さん 過剰な愛情欲情セックス（3月19日、センタービレッジ）
- 緊縛寝取られ嫁 義父に縛られて感じてしまった私…（4月1日、VENUS）
- 笹山んちのおばちゃんが勝負下着でこっそり僕を誘惑してきた（4月16日、センタービレッジ）
- じっくりゆっくり 快感でおかしくなっても続ける母と息子の性教育（5月1日、VENUS）
- 近親相姦 爆乳風呂（5月21日、センタービレッジ）
- 下着を落とす人妻 欲求不満な隣人のノーパン挑発誘惑（6月1日、VENUS）
- イッてもイッても終わらない近親相姦限界突破昇りつめセックス（7月9日、センタービレッジ）
- デキるS級熟女の職業別に見るエロい働きっぷり大全集22人4時間下着（7月19日、VENUS）総集編
- 近親無言相姦 総集編4（8月7日、VENUS）総集編
- やらしく責める母と悶える息子 それをただ静かに盗み見る父（8月13日、センタービレッジ）
- デカマラ黒人の衝撃に濡れる淫乱妻（9月1日、センタービレッジ）
- 友人の妻はドスケベ家庭教師総集編44時間（9月7日、VENUS）総集編
- S級熟女コンプリートファイル 笹山希 4時間（9月13日、VENUS）総集編
- 彼女の母（10月1日、センタービレッジ）
- S級熟女の鬼コキ!! 総集編2（10月19日、VENUS）総集編
- 嫁の希と僕のラブラブ子作り生活（10月13日、VENUS）
- 夫婦ゲンカで家出してきた隣の奥さん 〜背徳感のある壁一枚向こう側の浮気セックス〜（11月5日、センタービレッジ）
- 父の再婚…そして僕のチ●ポを奪いあう デカ乳輪母娘の巨乳淫乱レズバトル!!（11月13日、VENUS）他出演:松嶋真麻
- 欲求不満の母と絶倫息子 抜かずの三発中出し（12月3日、センタービレッジ）
- 近親相姦中出しソープ 初めての熟女風俗、指名したら母ちゃんだった（12月13日、VENUS）

2016年
- 近親初夢姦通 ずっぽし姫始め致します!!!（1月7日、センタービレッジ）
- キスからはじまる母と息子の愛情、密着、濃厚セックス（1月19日、VENUS）
- 昭和の四畳半浮気づま 間男たちとの濃厚むさぼり姦通（2月4日、センタービレッジ）
- 嫁の母親に中出ししてしまった（2月19日、VENUS）
- 父に隠れて太陽の下でまぐわう愛ある親子の大自然交尾（3月3日、センタービレッジ）
- 交通事故で入院、凹んでいた僕は人妻ナースの無防備パンチラで勃起、キモがられると焦ったが「大きいですね…」と興味津々で喰いついてきた（3月19日、VENUS）
- 父さんが戻ってくるまであと1分!! 突如ムラムラしてきちゃった母と息子の抑えきれない猛烈交尾!!（4月7日、センタービレッジ）
- 大失禁。〜上品ぶってる淫乱奥様のみっともないビショ濡れ交尾〜（4月19日、VENUS）
- 笹山希スーパーベスト 10作品30シーン8時間（5月5日、センタービレッジ）総集編
- 私、デカマラに欲情して息子の童貞盗んじゃいました（7月7日、センタービレッジ）
- カメラを意識しない男と女の濃密セックス（8月13日、VENUS）
- 爆乳マンション どスケベ乱痴気交姦 互いの夫を奪いあうライバル心剥き出しのおっぱいバトル!（9月1日、VENUS）他出演：風間ゆみ
- キスからはじまる母と息子の愛情、密着、濃厚セックス総集編28時間（9月7日、VENUS）総集編
- 父さんが戻るまであと1分!! 突如ムラムラしてきちゃっ母と息子の抑えきれない猛烈交尾!! DX10人4時間（9月22日、センタービレッジ）総集編
- S級熟女コンプリートファイル 笹山希 6時間 其之弐（10月19日、VENUS）総集編
- 人妻教師痴漢電車（11月7日、VENUS）総集編
- 母親の再婚 僕の親友と結婚した母（12月1日、VENUS）

#### 2017年
- リアル人妻SEXドキュメンタリー 「希、38歳」 （1月19日、VENUS）
- S級熟女コンプリートファイル 笹山希 6時間 其之参（4月13日、VENUS）総集編
- 笹山希38歳 GOLD BEST 10作品30シーン8時間（7月6日、センタービレッジ）総集編
- 母親の再婚 僕の親友と結婚した母（8月7日、VENUS）総集編
- 嫁と僕のラブラブ中出し子作り生活（8月19日、VENUS）総集編

| スタブアイコン | サブスタブ | この項目は、まだ閲覧者の調べものの参照としては役立たない、性風俗関係者に関連した書きかけの項目です。この項目を加筆・訂正などしてくださる協力者を求めています（P:性/PJ:性）。 |